# 보보 발데
디앙보보 발데(프랑스어: Dianbobo Baldé, 1975년 10월 5일 ~ )는 기니의 전 프로 축구 선수로 수비수로 활약했다.
그는 뮐루즈, AS 칸, 툴루즈, 셀틱, 발랑시엔, 아를 아비뇽에서 뛰었다. 프랑스에서 태어난 발데는 기니 국가대표팀으로 52번 대표로 2골을 넣었다.

## 구단 경력

### 초기 경력
발데는 1995년 마르세유의 센터백에서 선수 생활을 시작했는데, 1997년까지 1군 무대를 밟지 못했고, 1997-98 시즌에 2부 리그 팀인 뮐루즈에 합류하기 위해 고향 클럽을 떠나야 했고, 그 해에만 머물렀다. 뮐루즈가 강등되었을 때, 그는 1998년에 임대로 AS 칸에 합류했지만 별다른 성공을 거두지 못했고, 리그에서는 29경기에 출전해 4골을 넣었다. 그는 마르세유를 떠나 툴루즈로 이적했고, 1999-00 시즌에 승격하는 데 기여했다. 그는 툴루즈에서 52번의 리그 경기에 출전해 1골을 넣었다.

### 셀틱
발데는 2001년 7월 21일 셀틱과 계약하여 셀틱 팀의 주전 선수가 되었다. 발데는 셀틱 선수 시절 동안 232경기(51경기 서브 출전)에 출전했다.
그는 9월 8일 던펌린 애슬레틱과의 안방경기에서 데뷔 전을 치렀고, 경기는 3-1로 이겼다. SPL 4경기 후, 그는 2001년 10월 20일 셀틱 파크에서 열린 던디 유나이티드와의 경기에서 첫 골을 넣었다. 그 시즌 내내 발데는 레인저스와의 스코티시컵 결승전에서 한 골을 포함해 총 6골을 넣었는데, 그는 50분 닐 레논이 6야드 거리에서 프리킥을 성공시켜 로렌조 아모루소를 넘어 득점에 성공했다. 셀틱은 그 경기를 3-2로 졌다. 발데는 리그 컵 준결승전에서도 레인저스에 골을 내주었다.

### 발랑시엔
2009년 10월, 발데는 리그 1의 발랑시엔에 입단했다.

### 아를 아비뇽
2011년 1월 11일, 발데와 발랑시엔의 나머지 계약은 취소되었고, 그는 리그 2의 AC 아를 아비뇽으로 이적할 수 있게 되었다.

## 국가대표팀 경력
프랑스 마르세유에서 태어난 발데는 2002년 아프리카 네이션스컵을 위해 기니 국가대표팀에 소집되었다. 그는 또한 2004년 아프리카 네이션스컵 국가대표팀의 일원으로, 말리와의 8강전에서 패배하기 전까지 1차전에서 조 2위를 차지했고, 2006년 FIFA 월드컵 예선 전에서 주전으로 활약했다. 발데의 합류로 기니는 2004년, 2006년, 그리고 2008년 아프리카 네이션스컵에서도 마지막 8강에 진출했다.

## 코치 및 이후 경력
그의 첫 번째 경기장 밖 일은 2013년 4월에 시작되었는데, 발데는 기니 국가대표팀의 스포츠 코디네이터로 고용되었다. 2014년 7월, 발데는 축구계로 돌아왔고, 그의 전 유소년 클럽 CA 곰베르투아와 경기 보조 매니저로 계약했다. 그는 2019년 9월에 그 자리를 떠났고, 그곳에서 그는 기니 U-20 국가대표팀의 매니저로 임명되었다.